# Charles Robartes
Charles Bodvile Robartes (1660-1723) est un homme politique anglais qui siège à la Chambre des communes de 1679 à 1681 et de nouveau en 1685 jusqu'à ce qu'il hérite de la pairie comme comte de Radnor. Il est appelé vicomte Bodmin de 1682 à 1685.

## Biographie
Il est le fils de Robert Robartes (vicomte Bodmin), fils aîné de John Robartes (1er comte de Radnor) et de son épouse Sarah Bodvel, deuxième fille de John Bodvel (en) de Bodvile Castle, et Ann Russell. Son père est ambassadeur au Danemark en 1681 et sa mère est une beauté remarquable. Elle aurait dû être une héritière considérable, mais à la mort de son père, un nouveau testament est trouvé en faveur d'un cousin éloigné, Thomas Wynn, fils de Sir Richard Wynn (2e baronnet), qui entraîne la famille Robartes dans de nombreuses années de procès.
En 1679, il est élu député de Bossiney et occupe ce siège jusqu'en 1681. À la mort de son père en 1682, il hérite du titre de courtoisie du vicomte Bodmin. Il est élu député de Cornouailles en 1685, mais plus tard dans l'année, il hérite du titre de baron Robartes et du comté de la mort de son grand-père John Robartes, premier comte de Radnor .

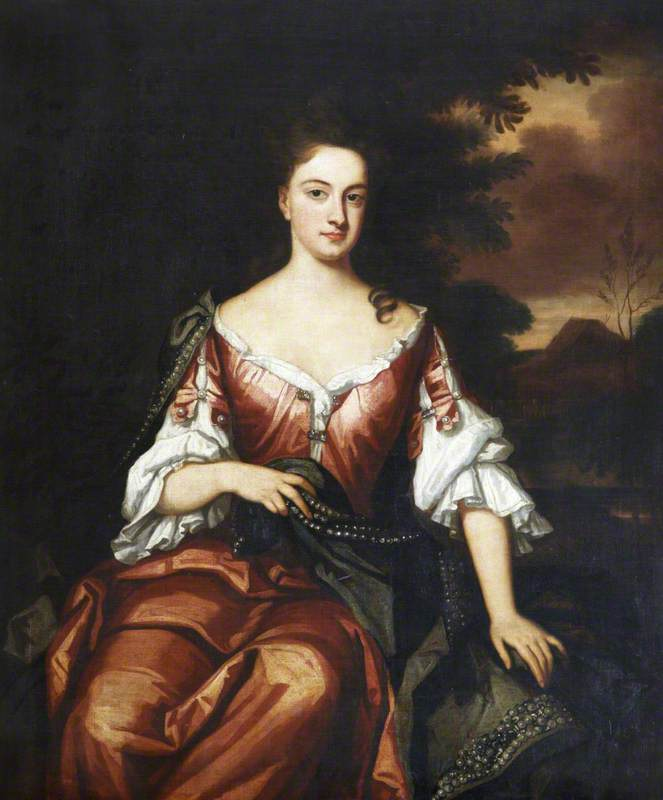
Charles Robartes a épousé Elizabeth Cutler en 1689.

En 1689, il épouse Elizabeth, fille de Sir John Cutler (1er baronnet) (en) et de sa deuxième épouse, Elicis Tipping qui apporte avec elle des domaines importants, notamment Harewood et Wimpole Hall. Le mariage, qui n’est pas approuvé par son père, aurait été particulièrement heureux, mais ils n’ont pas d’enfants. Aux termes du contrat de mariage conclu le 13 janvier 1697, ses biens reviennent à ses cousins, la famille Boulter.
Il est à plusieurs reprises conseiller privé, Lord Warden des Stannaries, Lord Lieutenant de Cornouailles et Custos Rotulorum de Cornouailles et Trésorier de la Chambre.
Il est remplacé par son neveu Henry Robartes 3e comte de Radnor, décédé célibataire à Paris en 1741. Le titre disparait à la mort du quatrième comte, John Robartes (1686-1757), fils aîné de Francis Robartes, fils du second mariage du premier comte avec Letitia Isabella Smith.